# Zoë Aqua
Zoë Aqua (* 20. Jahrhundert in Denver) ist eine US-amerikanische Violinistin, Komponistin und Musikpädagogin, die sich auf Klezmer und osteuropäische Volksmusik spezialisiert hat.

## Leben und Karriere
Zoë Aqua wuchs in einer musikalisch aktiven Familie auf. Ihr Vater leitete Gemeindegesang in der Synagoge und spielte Klezmer-Musik, was Zoës frühes Interesse an jüdischer Musik prägte. Sie begann früh mit dem Violinspiel nach der Suzuki-Methode. Nach ihrem Studium an der University of Michigan und am Ithaca College – sie besitzt Abschlüsse in Violine und Musikpädagogik – lebte sie rund ein Jahrzehnt in Brooklyn. Dort gründete sie  die Musikabteilung an der Family Life Academy Charter School II. Sie beschäftigte sich mit traditioneller Klezmer-Musik sowie osteuropäischen Musikstilen und unterrichtete von 2012 bis 2020 Musik und Violine. Von 2018 bis 2021 war sie die Leiterin der Klezmer-Programme am Brooklyn Conservatory of Music. Von 2021 bis 2023 lebte Aqua mit einem Fulbright-Stipendium in Rumänien, um in Cluj-Napoca und Siebenbürgen regionale Volksmusik und deren Vermittlung ethnographisch zu erforschen. Aqua ist Mitbegründerin der Klezmer-Bands Tsibele und Farnakht. Sie trat mit ihren Bands u. a. beim Philadelphia Folk Festival, Klezkanada Festival, Yiddish New York Festival sowie auf Tourneen in Deutschland, Österreich, Frankreich, Ungarn, Rumänien und der Türkei auf. Ihr Album In Vald Arayn (2022) enthält eigene Klezmer-Kompositionen, inspiriert von transsilvanischen Quellen. Ein weiteres Projekt ist das Live-Album In a Sea of Stars, das 2025 erscheinen wird. Es dokumentiert Konzerte in historischen Synagogen Siebenbürgens.

## Diskografie
- 2022: In Vald Arayn
- 2025: In a Sea of Stars